# Маркориньян
Маркоринья́н (фр. Marcorignan) — коммуна во Франции, находится в регионе Лангедок — Руссильон. Департамент коммуны — Од. Входит в состав кантона Западная Нарбонна. Округ коммуны — Нарбонна.
Код INSEE коммуны — 11217.

## Население
Население коммуны на 2008 год составляло 1106 человек.
| 1962 | 1968 | 1975 | 1982 | 1990 | 1999 | 2008 |
| ---- | ---- | ---- | ---- | ---- | ---- | ---- |
| 484  | 548  | 669  | 767  | 954  | 1068 | 1106 |

## Экономика

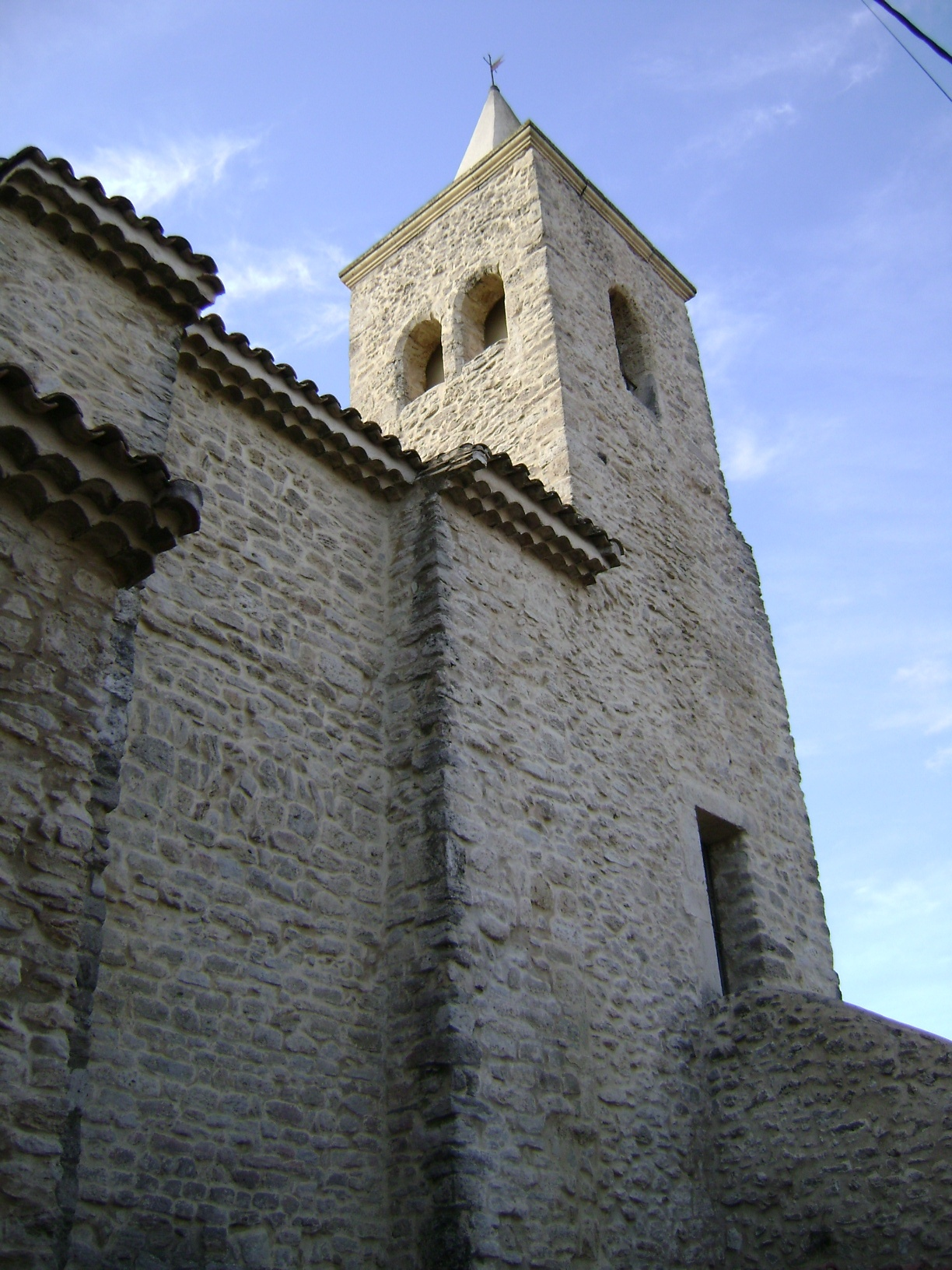
Церковь Сен-Женест (XII век)

В 2007 году среди 709 человек в трудоспособном возрасте (15—64 лет) 493 были экономически активными, 216 — неактивными (показатель активности — 69,5 %, в 1999 году было 70,9 %). Из 493 активных работали 438 человек (234 мужчины и 204 женщины), безработных было 55 (27 мужчин и 28 женщин). Среди 216 неактивных 54 человека были учениками или студентами, 89 — пенсионерами, 73 были неактивными по другим причинам.